# Димитър Петров (художник)
Димитър Петров е български художник живописец.

## Биография и творчество
Димитър Петров е роден на 18 април 1969 г. в Кюстендил. Завършва Националната художествена академия, специалност „Стенопис“ през 1996 г. Прави през 2000 г. едногодишен творчески престой в Индия. През 2010 г. специализира в „Сите Ентернасионал дез'ар“ – Париж. Член на Съюза на българските художници.
Носител е на редица награди, сред които:
- Награда за живопис от национална изложба-бианале „Приятели на морето“, Бургас, 2012 г.
- Награда за живопис – Балканско квадрианале на живописта, Стара Загора, 2004 г.
- Първа награда за произведения на изкуството върху стена, София, 2001 г.
- Награда на Център за изкуства „Сорос“ за млад автор от международно трианале на живописта, София, 1995 г.

Негови творби се намират в Градската художествена галерия „Владимир Димитров – Майстора“ в родния му Кюстендил, както и в Градските художествени галерии в Стара Загора и Бургас. Картините му са притежание на частни колекции в България, Германия, Гърция, Швейцария, Италия, САЩ, Япония и др.